# Notropis atrocaudalis
Notropis atrocaudalis es una especie de peces de la familia de los Cyprinidae en el orden de los Cypriniformes.

## Morfología
Los machos pueden llegar alcanzar los 7,6 cm de longitud total.

## Hábitat
Es un pez de agua dulce.

## Distribución geográfica
Se encuentran en Norteamérica: suroeste de Arkansas, sudeste de Oklahoma, oeste de Luisiana y este de Texas Estados Unidos).